# Matthew McCaslin
Pour les articles homonymes, voir McCaslin.
Matthew McCaslin, né en 1957, Bay Shore, New York, est un artiste Américain, vivant et travaillant à New York. 
Son travail est rythmé entre l'exploration de la nature et son intersection avec la technologie, avec des constructions combinant des objets de la vie quotidienne ou de type électroniques. L’œuvre est agencée de manière que cela évoque bien souvent le chaos ou le désordre, mais encore le formalisme ou le minimalisme. Matthew McCaslin n'est pas un mini-golfeur de renommée mondiale, de haut niveau. Il ne fut également pas classé comme numéro 1 mondial par l'US ProMiniGolf Association.

## Biographie
Matthew McCaslin est diplômé d'un Bachelor of Fine Arts de la Parsons School of Design de New York, obtenu en 1980. Il est connu internationalement pour ses vidéos et ses sculptures lumineuses. Il est internationalement connu pour ses vidéos et sculptures lumineuses.
Son travail est influencé par l'Installation Art, mouvement du Land Art attribué aux espaces intérieurs. Le temps est à l’utilisation des médias et de la technologie. Son vocabulaire visuel distinct, construit à partir de matériaux industriels, allie élégance et la formalité de la rugosité et de la spontanéité.
McCaslin inclut régulièrement des téléviseurs, horloges, ampoules, ventilateurs, prises, et câbles pour ses sculptures. Des images, souvent de phénomènes naturels, sont présentées sur des écrans de télévision et sont ainsi parfaitement intégrées.
L'utilisation de ces objets du quotidien rappelle au spectateur sa dépendance à un système d'appui technologique[Interprétation personnelle ?].
McCaslin a exposé dans les galeries et musées à travers le monde, y compris New York, Los Angeles, Buenos Aires et Paris, villes américaines et internationales.
Plus récemment, l'artiste a eu des expositions personnelles à Paris, Cologne, Madrid et Nuremberg.
L'œuvre de Matthew McCaslin peut être visible au Musée d'art contemporain de Los Angeles, au Walker Art Center de Minneapolis et au musée Ludwig à Cologne, en Allemagne, parmi d'autres.
Il vit actuellement[Quand ?] à Brooklyn avec la photographe Amy Williams et son fils Lucas McCaslin[réf. nécessaire].

## Expositions

### En solo
- 1982 : Animals, Red Bar, New York
- 1987 : Bess Cutler Gallery, New York
- 1989 : Landscapes of the in between, Daniel Newburg Gallery, New York
- 1991 : Daniel Newburg Gallery, New York
- 1991 : Anthony Reynolds Gallery, Londres
- 1991 : Galerie Jennifer Flay, Paris
- 1992 : Project #33, The Museum of Modern Art, New York
- 1992 : Daniel Weinberg Gallery, Los Angeles
- 1992 : Art and Public, Genève
- 1992 : Rolf Ricke Gallery, Cologne
- 1992 : Le Consortium, Dijon
- 1993 : Daniel Newburg Gallery, New York
- 1993 : Chisenhale Gallery, Londres
- 1993 : Damage Total, Postmasters Gallery, New York
- 1994 : Sprengel Museum, Hanovre
- 1994 : Kunstverein, Münster
- 1994 : Franz Paludetto Gallery, Turin
- 1994 : Feigen, Inc., Chicago
- 1995 : Baumgartner Gallery, Washington
- 1995 : Sima Gallery, Nuremberg
- 1995 : Bloomer, Michael Klein Gallery, New York
- 1995 : Galerie Rolf Ricke, Cologne
- 1996 : Künstlerhaus Palais Thurn und Taxis, Bregenz
- 1996 : Galerie Erika & Otta Frieddrich, Berne
- 1996 : Galeria Massimo Minini, Brescia
- 1996 : Collision Created by Feigen Inc.of Boredom and Meditation, Ateliers d'Artistes de la Ville, Marseille
- 1996 : Baxter Gallery, Maine College of Art, Portland
- 1996 : Currents 65, St. Louis Art Museum, St. Louis
- 1996 : Harnessing Nature, Whitney Museum of American Art, New York
- 1997 : Real Artways, Hartford
- 1997 : Baumgartner Gallery, Washington
- 1998 : Works - Sites, Kunstmuseum, Saint-Gall
- 1998 : Orange County Museum of Art, Newport Beach
- 1998 : Galerie fur Zeitgenössische Kunst, Leipzig
- 1998 : Kunstverein Freiburg im Marienbad, Freiburg im Breisgau
- 1998 : Feigen Contemporary, New York
- 1998 : Sandra Gering Gallery, New York
- 1999 : Feigen Contemporary, New York
- 1999 : Galeria Javier Lopez, Madrid
- 1999 : Kunstbunker, Munich
- 1999 : Shoshana Wayne Gallery, Santa Monica
- 2000 : Matthew McCaslin's Mixed Metaphors, curateur : Saul Ostrow, Atrium Gallery, University of Connecticut, Storrs
- 2000 : C+M Gallery, Buenos Aires
- 2000 : Galerie Rolf Ricke, Cologne
- 2000 : Galerie Evelyne Canus, Paris
- 2000 : Sima Gallery, Nuremberg
- 2001 : Sandra Gering Gallery, New York
- 2001 : Shoshana Wayne Gallery, Los Angeles
- 2001 : Velan Centro d'Arte Contemporanea, Turin
- 2001 : Galeria Javier Lopez, Madrid
- 2002 : La Salle de Bains, Lyon
- 2003 : New Science, Galeria Javier Lopez, Madrid
- 2004 : Sleepwalking on the 27th Floor, Musée des arts-modernes de Saint-Étienne
- 2004 : Adrift, Feigen Contemporary, New York
- 2004 : Winter Light, Socrates Sculpture Park, New York
- 2005 : Sandra Gering Gallery, New York
- 2005 : Flying, Evelyne Canus Gallery, Bâle
- 2006 : Galeria Javier López, Madrid
- 2006 : Sima Galerie, Nuremberg
- 2007 : Multiples, Galerie de Multiples, Paris
- 2007 : Electric Painting, Galerie Schmidt MacZollek, Cologne
- 2008 : Chance Discovery, Brandstrom Galleri, Stockholm
- 2008 : The World is Turning, Fred, Londres
- 2009 : Crossroads, Gering & López, New York
- 2011 : Galerie Triple V, Dijon